# Triemli (nemocnice)
Nemocnice Triemli (německy Stadtspital Triemli nebo Triemlispital) je městská nemocnice v Curychu ve Švýcarsku. Je třetí největší nemocnicí v kantonu Curych a slouží jako fakultní nemocnice Curyšské univerzitě.
Nemocnice byla otevřena v roce 1970 a její budovy jsou jedny z mála výškových budov v curyšském obvodě Wiedikon, v rámci kterého leží ve čtvrti Friesenberg blízko úpatí Üetlibergu. Kromě toho, že je třetí největší nemocnicí v kantonu, je také druhou největší zdravotní pohotovostí – jejím spádovým územím je levý břeh Limmatu a Curyšského jezera zahrnující jak patřičnou část města (k roku 2011 přibližně 170 tisíc obyvatel), tak i další přilehlé obce (přibližně 360 000 obyvatel).
U jižního okraje areálu leží železniční stanice Triemli na trati Curych hlavní nádraží – Üetliberg a u severozápadního okraje areálu leží tramvajové obratiště a tramvajová stanice Triemli, kterou v rámci curyšské tramvajové dopravy využívají linky 9 a 14.